# Anguilla op de Gemenebestspelen

Vlag van Anguilla

Anguilla is een Britse overzeese gebied dat deelneemt aan de Gemenebestspelen. Hun eerste deelname was op de Gemenebestspelen 1998 in Kuala Lumpur. Tot nu toe wonnen ze nog geen enkele medaille.

## Medailles
| Anguilla op de Gemenebestspelen | Anguilla op de Gemenebestspelen | Anguilla op de Gemenebestspelen | Anguilla op de Gemenebestspelen | Anguilla op de Gemenebestspelen | Anguilla op de Gemenebestspelen |
| ------------------------------- | ------------------------------- | ------------------------------- | ------------------------------- | ------------------------------- | ------------------------------- |
| Jaar                            | Goud                            | Zilver                          | Brons                           | Totaal                          | Rang                            |
| 1998                            | -                               | -                               | -                               | -                               | /                               |
| 2002                            | -                               | -                               | -                               | -                               | /                               |
| 2006                            | -                               | -                               | -                               | -                               | /                               |
| 2010                            | -                               | -                               | -                               | -                               | /                               |
| 2010                            | -                               | -                               | -                               | -                               | /                               |
| 2014                            | -                               | -                               | -                               | -                               | /                               |
| 2018                            | -                               | -                               | -                               | -                               | /                               |
| 2022                            | -                               | -                               | -                               | -                               | /                               |